# Акрополіс
Акрополіс (крим. Akropolis) — село в Сімферопольському районі Автономної Республіки Крим. Підпорядковане Трудівській сільській раді.

## Географія
Село Акрополіс розташоване в центрі району, практично — північно-східна околиця Сімферополя, примикає з північного заходу до шосе P-23 Сімферополь — Феодосія, впритул межує на півдні з включеним нині до складу міста колишнім селом Біле і селищем Айкаван на заході.

## Вулиці
У Акрополісі 9 вулиць і 3 провулки.
Список вулиць: вулиця Дачна, вулиця Спартанська, вулиця Таврійська, вулиця Аристотеля, вулиця Ахтар, вулиця Ешиллик, вулиця Іпсилантія, вулиця Македонського, вулиця Учан-Су, провулок Ахтар, провулок Тинчлик, провулок Ефсане.

## Історія
Акрополіс, мабуть, наймолодше село на півострові: зареєстроване 21 червня 2006 року рішенням Верховної Ради АРК. Ініціатива створення села належить місцевій грецькій громаді.